# یواس‌اس مایرز (ای‌پی‌دی-۱۰۵)
یواس‌اس مایرز (ای‌پی‌دی-۱۰۵) (به انگلیسی: USS Myers (APD-105)) یک کشتی است که طول آن ۳۰۶ فوت (۹۳ متر) می‌باشد. این کشتی در سال ۱۹۴۴ ساخته شد.